# Neodruïdisme

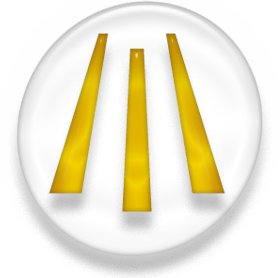
L'awen, símbol del neodruïdisme

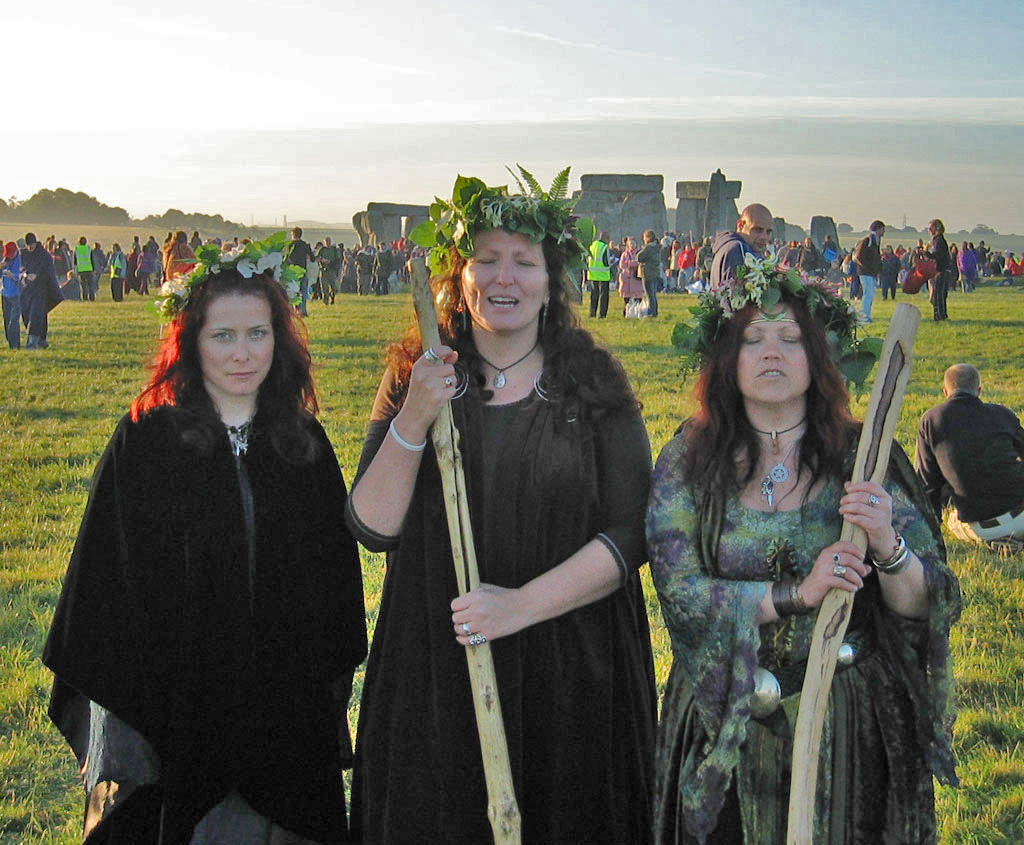
Tres neodruidesses.

El neodruïdisme és un moviment basat en la reconstrucció i adaptació del druïdisme antic que, a més de la religió, era el fonament de la civilització celta. El druida tenia, entre d'altres, les funcions de sacerdot, jutge i conservador de les tradicions.
El moviment actualment es divideix en diversos grups o ordes que no comparteixen exactament els mateixos ritus i creences.
Alguns participants d'aquest moviment l'entenen com una religió, altres com una via espiritual o una activitat cultural.
El nombre d'adeptes s'estima en uns dos milions de persones dividides en diverses obediències o faccions, principalment entre els països de tradició celta i els Estats Units (The Mother Grove) i el Canadà.

## Orígens del druïdisme
- A partir del final de l'edat mitjana es va produir entre els pobles amb un substrat celta (la Gran Bretanya i la Bretanya principalment) una revalorització de la cultura celta antiga.
- John Toland (1669-1722), un escriptor lliurepensador nascut a Irlanda del Nord, va ser un dels principals inspiradors dels rituals druídics de diverses lògies de la maçoneria, la primera de les quals sembla que va ser The Druid Universal Bond (Germandat Universals dels Druides) l'any 1717.
- El 21 de juny de 1792 l'escriptor en gal·lès Iolo Morganwg, creador de la doctrina i els ritus del neodruïdisme, va reunir a Londres el primer Gorsedd Beirdd Ynis Prydain (Reunió de Bards de la Gran Bretanya).[5]
- El 1899, a la Bretanya continental es va fundar el Gorsedd bretó.
- A partir de 1950 el neodruïdisme va experimentar un notable creixement i es va estructurar en diferents nous ordes.

## Alguns aspectes i rituals del neodruïdisme
- Els especialistes en el druïdisme antic sostenen que la interpretació d'aquesta religió per part del neodruïdisme no s'ajusta exactament a la religió dels druides clàssics (els druides antics només utilitzaven l'escriptura amb finalitats funeràries i els testimonis antics són principalment d'autors romans). Algunes formacions neodruïdistes reconeixen obertament que no volen fer una rèplica del passat.
- El neodruïdisme utilitza el símbol del Triskell o Tribann, tres ratlles verticals separades convergents cap amunt.
- Hi ha tres graus d'iniciació: el bard, el vat i el druida, que tenen característiques diferents que les de cantant o poeta que tenien en el druïdisme antic.
- Reverència per la natura.
- Politeisme basat en els déus dels celtes.
- Eclecticisme.
- Reunions a l'aire lliure, de vegades en una data calculada astrològicament, abillats amb túniques.
- Cants religiosos.
- Consum ritual de whisky (uisce beatha: "aigua de vida" en llengua celta)

## Simbologia neodruídica

Trisquell
Awen
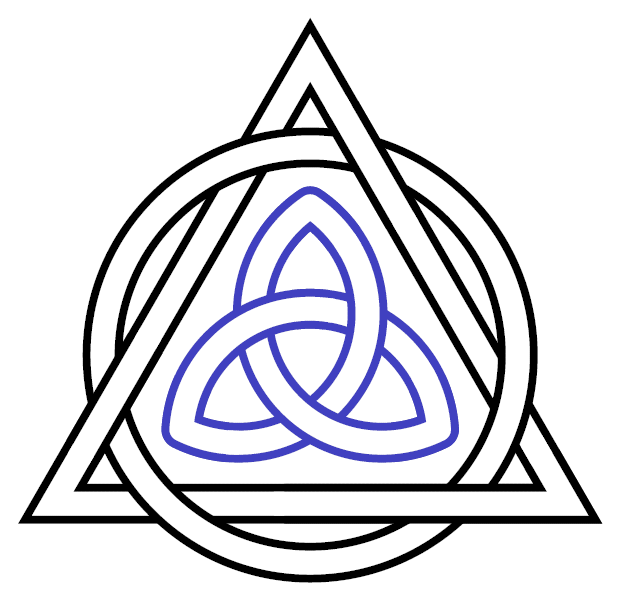
Triquetra
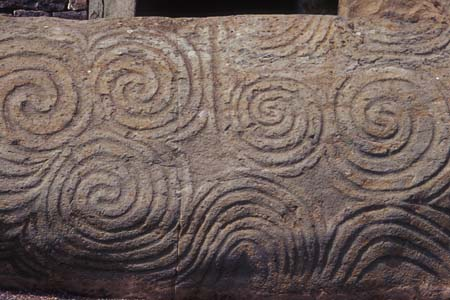
Art celta trobat a l'entrada de Newgrange a Irlanda
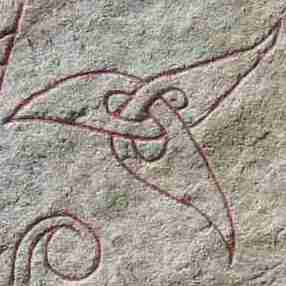
Triquetra a les pedres de Funbo, en la Universitat d'Uppsala.
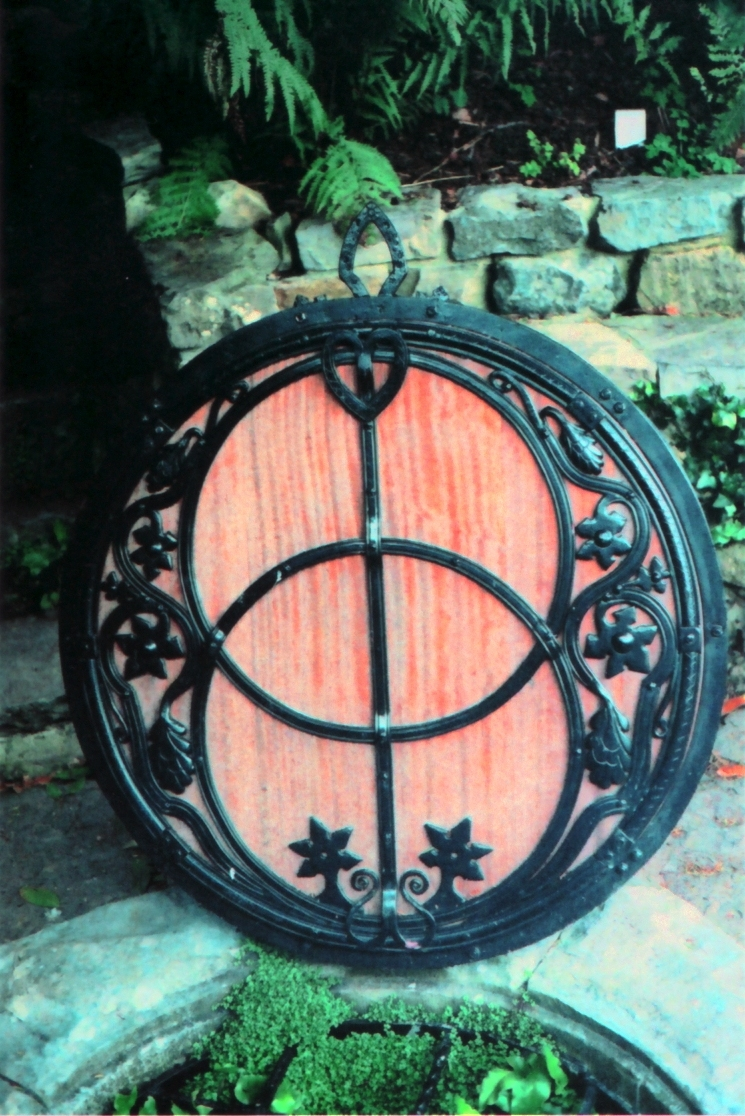
Coberta del Pou del Calze a Glastonbury
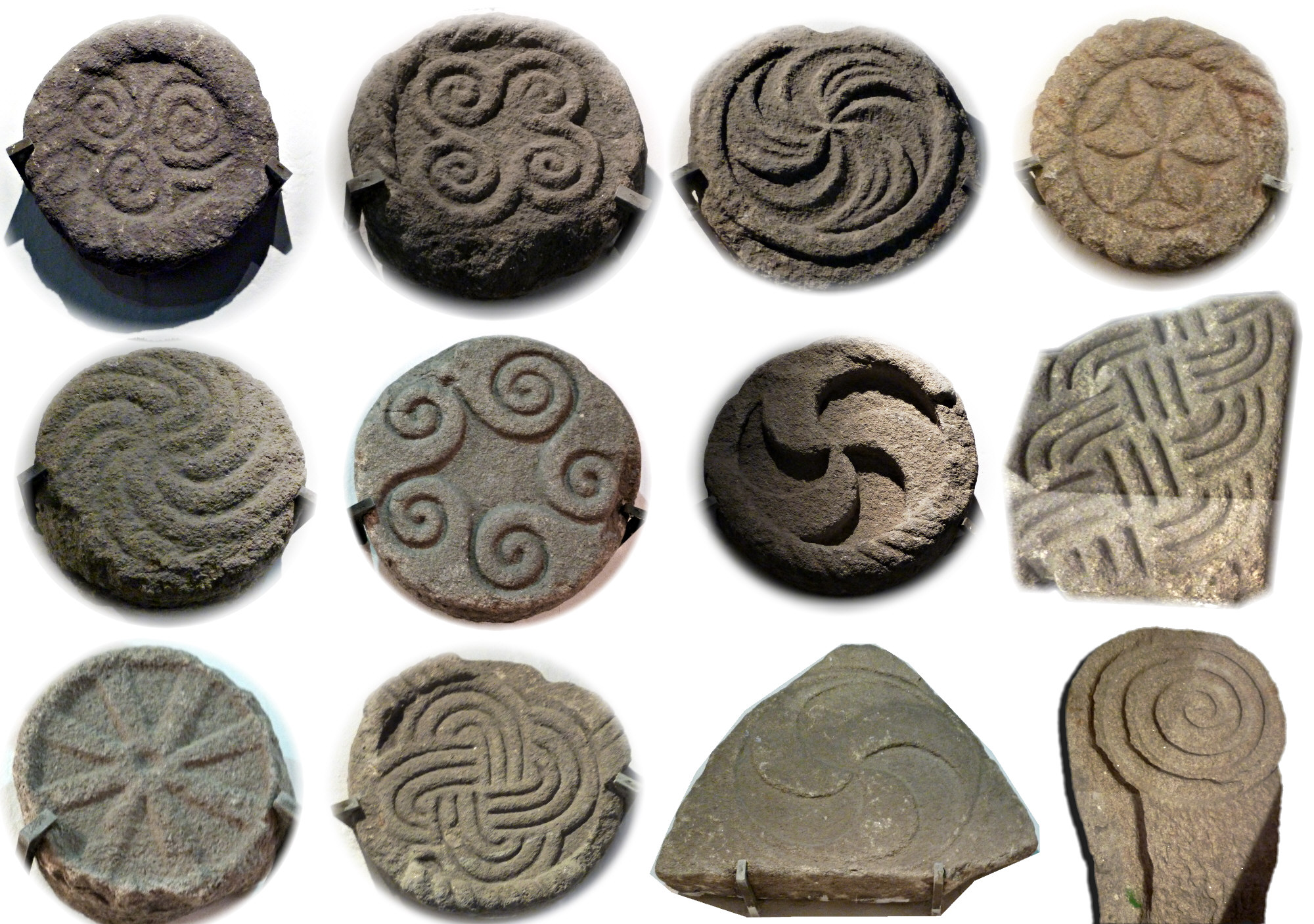
Selecció de talles del castro de Santa Tecla.